# La Concepción (Sinaloa)
La Concepción, también conocida como La Concha, es una localidad mexicana ubicada en el estado de Sinaloa, dentro del municipio de Escuinapa. Es la 7 localidad más poblada del municipio, con 1357 habitantes según el censo de población de 2020. 
Se localiza geográficamente en los 22°31'58.5"N y los 105°27'06.4"W, la localidad importante más cercana es Acaponeta, en el estado de Nayarit, el pueblo se encuentra cerca del río Cañas.
Por el pueblo pasa la Carretera Federal 15 y una vía de tren, usada por trenes de carga.

## Lugares de interés
- Iglesia Inmaculada Concepción
- Plaza del pueblo
- Punto de Inspección Sanitario de Cesavesin